# مستحريات متقلبة
المستحريات المتقلبة (الاسم العلمي: Thermoproteales) هي رتبة من العتائق تتبع طائفة المستحرانية المتقلبة.

## التصنيف
- المستحرات المتقلبة
  - المستحرة المتقلبة